# Milano-Vignola 1958
La Milano-Vignola 1958, sesta edizione della corsa, si svolse il 15 agosto 1958 lungo un percorso totale di 252 km. Fu vinta dall'italiano Adriano Zamboni che terminò la gara in 6h32'00".

## Ordine d'arrivo (Top 10)
| Pos. | Corridore           | Squadra     | Tempo    |
| ---- | ------------------- | ----------- | -------- |
| 1    | Adriano Zamboni     | Torpado     | 6h32'00" |
| 2    | Roberto Falaschi    | Legnano     | s.t.     |
| 3    | Idrio Bui           | Ghigi-Coppi | s.t.     |
| 4    | Enrico Paoletti     | Torpado     | s.t.     |
| 5    | Gilberto Dall'Agata | Torpado     | s.t.     |
| 6    | Mario Mori          | Molteni     | s.t.     |
| 7    | Rino Benedetti      | Calì Broni  | s.t.     |
| 8    | Arnaldo Pambianco   | Legnano     | s.t.     |
| 9    | Pierino Baffi       | Chlorodont  | a 5"     |
| 10   | Nino Defilippis     | Carpano     | a 1'54"  |